# Australomisidia
Australomisidia è un genere di ragni terrestri della famiglia dei Thomisidae descritto per la prima volta nel 2014 dall'entomologo Szymkowiak. Nel 2017 è stato riportato che questo genere contiene un totale di 8 specie, tutte provenienti dall'Australia.

## Specie
Il genere Australomisidia comprende le seguenti specie:
- Australomisidia cruentata (L. Koch, 1874)
- Australomisidia elegans (L. Koch, 1876)
- Australomisidia ergandros (Evans, 1995)
- Australomisidia inornata (L. Koch, 1876)
- Australomisidia kangarooblaszaki (Szymkowiak, 2008)
- Australomisidia pilula (L. Koch, 1867)
- Australomisidia rosea (L. Koch, 1875)
- Australomisidia socialis (Main, 1988)